# Platysenta mustia
Platysenta mustia är en fjärilsart som beskrevs av Paul Dognin 1897. Platysenta mustia ingår i släktet Platysenta och familjen nattflyn. Inga underarter finns listade i Catalogue of Life.